# Oregon
Oregon este un stat al Statelor Unite ale Americii, situat în partea sa de nord vest a țării, în regiunea numită Pacific Northwest, care se învecinează la vest cu Oceanul Pacific, la sud cu statele California și Nevada, la est cu statul Idaho și la nord cu statul Washington.  Frontiera sa nordică este asigurată de Columbia River iar cea de est de Snake River.  Două lanțuri muntoase orientate nord-sud, paralele cu coasta Pacificului, ale căror nume sunt Pacific Coast Range și Cascade Mountain Range, adăpostesc între ele Willamette Valley, una dintre regiunile cele mai fertile și productive ale lumii. 
Oregon are un peisaj dintre cele mai diverse, fiind unul dintre cele mai interesante geografic din cele 50 de state componente ale Uniunii.  Este cunoscut pentru pădurile sale dense compuse din specii de conifere, rare și foarte înalte, dar și pentru regiunile sale costale ale Oceanului Pacific.  Mult mai puțin cunoscute sunt regiunile sale semiaride de pământuri foarte sărace, prerii și semideșerturi, care acoperă aproape jumătate din suprafața statului în estul și partea centrală de nord a acestuia.  Din punct de vedere al skiului, Oregon-ul este unul din foarte puținele locuri din emisfera nordică unde serviciul de ski-lift este deschis permanent, indiferent de anotimp. 
Numele statului este pronunțat corect ôr'ĭ-gən.  Pronunția ôr'ĭ-gŏn' este de asemenea frecventă, dar este considerată incorectă de către locuitorii Oregon-ului, care sunt cunoscuți în Statele Unite ca purtând tricouri și/sau însemne adezive pe mașini în care "cuvântul" inventat "Orygun", sugerează pronunția corectă a numelui statului. 
Populația statului Oregon, conform recensământului din 2000 a fost de 3.421.399, o creștere de 20.4% față de recensământul din 1990.  Biroul de Recensământ al SUA, The United States Census Bureau, a estimat că populația totală a statului ar fi atins 3.594.586 în anul 2004.

## Demografie

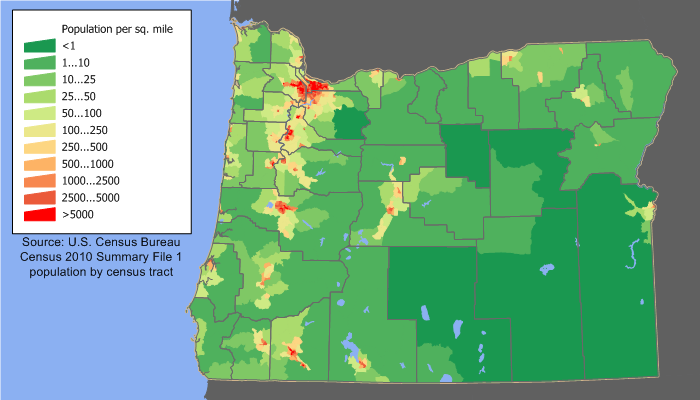
Densitatea populaţiei statului Oregon

### 2010
Populația totală a statului în 2010: 3,831,074
Structura rasială în conformitate cu recensământul din 2010:
- 83.6% Albi (3,204,614)
- 1.8% Negri (53,203)
- 1.4% Americani Nativi (296,529)
- 3.7% Asiatici (141,263)
- 0.3% Hawaieni Nativi sau locuitori ai Insulelor Pacificului (13,404)
- 3.8% Două sau mai multe rase (144,759)
- 5.4% Altă rasă (204,625)
- 11.7% Hispanici sau Latino (de orice rasă) (450,062)

## Climat
Climatul din Oregon este influențat în mare parte de Oceanul Pacific. Clima este blândă în general, dar sunt perioade în care părți ale statului pot fi afectate de caniculă și ger. Cantitatea de precipitații variază de-a lungul statului, de la deșerturile din est, cum ar fi Deșertul Alvord unde cad anual numai 200 mm de precipitații, în timp ce în vest pe coastă cad 5000 mm anual. Marea majoritate a populației statului se află în partea de vest unde clima este mai blândă și plouă mai des.
| Oraș      | Ian   | Feb  | Mar   | Apr   | Mai  | Iun   | Iul   | Aug   | Sep   | Oct   | Nov   | Dec   | Precipitații anuale    |
| --------- | ----- | ---- | ----- | ----- | ---- | ----- | ----- | ----- | ----- | ----- | ----- | ----- | ---------------------- |
| Astoria   | 9/3   | 11/3 | 12/4  | 13/5  | 13/5 | 18/10 | 19/12 | 20/12 | 20/10 | 16/7  | 12/4  | 9/3   | 67,1 inches (1.700 mm) |
| Bend      | 4/-5  | 7/-4 | 11/-3 | 14/-1 | 18/2 | 23/5  | 27/8  | 27/8  | 22/4  | 17/0  | 8/-2  | 4/-5  | 11,7 inches (300 mm)   |
| Brookings | 13/6  | 13/6 | 14/6  | 16/7  | 17/8 | 19/10 | 20/11 | 20/12 | 20/11 | 18/9  | 14/7  | 13/5  | 73,4 inches (1.860 mm) |
| Burns     | 2/-10 | 5/-7 | 9/-4  | 14/-2 | 19/2 | 24/5  | 29/8  | 29/7  | 24/2  | 17/-3 | 7/-6  | 2/-9  | 10,5 inches (270 mm)   |
| Eugene    | 8/1   | 11/2 | 13/3  | 16/4  | 19/6 | 23/8  | 27/11 | 28/11 | 25/8  | 18/5  | 11/3  | 8/1   | 50,9 inches (1.290 mm) |
| Medford   | 8/-1  | 12/0 | 14/2  | 22/6  | 27/9 | 31/11 | 31/11 | 27/7  | 19/3  | 11/1  | 7/1   | 45/31 | 21,1 inches (540 mm)   |
| Pendleton | 6/-4  | 9/-2 | 14/1  | 18/3  | 22/7 | 27/10 | 31/12 | 31/11 | 26/7  | 19/2  | 11/-1 | 6/-3  | 13,9 inches (350 mm)   |
| Portland  | 8/3   | 10/4 | 13/5  | 16/7  | 19/9 | 23/12 | 26/14 | 26/14 | 23/13 | 17/9  | 11/6  | 8/3   | 43,1 inches (1.090 mm) |
| Salem     | 8/1   | 11/2 | 13/3  | 16/4  | 19/7 | 23/9  | 28/11 | 28/11 | 25/9  | 18/5  | 11/3  | 8/1   | 40 inches (1.000 mm)   |

### Website-uri comerciale (toate în limba engleză)

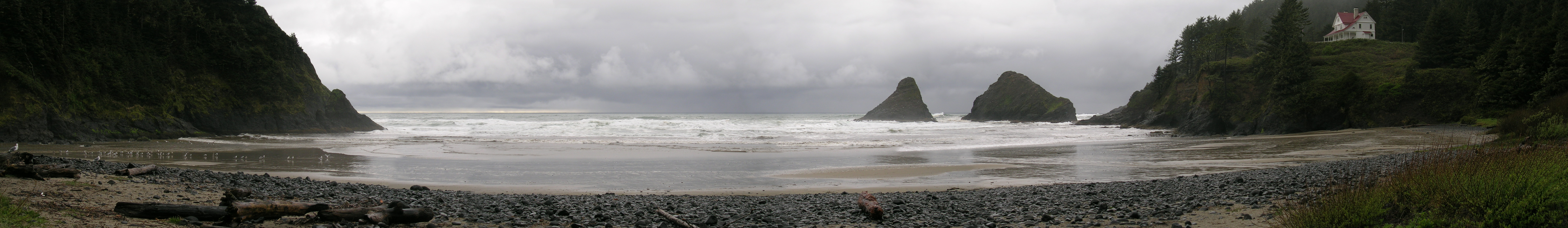
O superbă fotografie panoramică a coastei Oceanului Pacific la Cape Cove, Oregon